# Andijk
Andijk  è una località olandese situata nella provincia dell'Olanda Settentrionale e nella regione della Frisia Occidentale. Il comune autonomo dal 1º gennaio 2011 è stato accorpato a quello di Medemblik.